# Le Passé devant nous
Le Passé devant nous (Internationale titel: Past Imperfect) is een Belgische film uit 2016, geschreven en geregisseerd door Nathalie Teirlinck.

## Verhaal
Wanneer de ex-vriend van Alice omkomt in een auto-ongeval, wordt ze opnieuw geconfronteerd met haar zesjarige zoon Robin die ze verlaten had na zijn geboorte. De verantwoordelijkheid voor zijn opvoeding brengt de routine in haar leven als luxe-escortedame in de war. Ze twijfelt of ze deze keer wel een goede moeder voor hem kan zijn.

## Rolverdeling
| Acteur            | Personage  |
| ----------------- | ---------- |
| Évelyne Brochu    | Alice      |
| Eriq Ebouaney     | Michel     |
| Véronique Seghers | Zakenvrouw |
| Zuri François     | Robin      |
| Johan Leysen      | George     |
| Arieh Worthalter  | Olivier    |

## Prijzen en nominaties
De belangrijkste:
| Jaar | Prijs                                    | Categorie                       | Genomineerde(n)    | Uitslag  |
| ---- | ---------------------------------------- | ------------------------------- | ------------------ | -------- |
| 2017 | Ensor                                    | Beste debuut                    | Nathalie Terilinck | Gewonnen |
| 2017 | Ensor                                    | Industry Award                  | Nathalie Terilinck | Gewonnen |
| 2017 | Tiburon International Film Festival (VS) | Golden Reel Award Beste film    | Nathalie Terilinck | Gewonnen |
| 2017 | Tiburon International Film Festival (VS) | Golden Reel Award Beste regie   | Nathalie Terilinck | Gewonnen |
| 2017 | Tiburon International Film Festival (VS) | Golden Reel Award Beste actrice | Evelyne Brochu     | Gewonnen |

## Productie
Le Passé devant nous ging op 3 oktober 2016 in première op het Festival international du film francophone de Namur. Deze langspeelfilm was het regiedebuut van Nathalie Teirlinck en werd goed onthaald met in 2017 onder andere drie Golden Reel Awards (beste film, beste regie, beste actrice) op het Tiburon International Film Festival (Californië) en twee Ensors (beste debuut, Industry award) op het Filmfestival van Oostende.